# 慈眼寺 (三木市)
慈眼寺（じげんじ）は兵庫県三木市にある曹洞宗の寺院。山号は祝融山。

## 歴史
大化4年（648年）に法道仙人によって開基されたと伝わる。一時荒廃したが南北朝時代に赤松則村によって再興された。

## 文化財
- 鐘楼 - 兵庫県指定文化財[1][2]。延慶2年（1309年）の銘がある[2]。三木合戦において寺の裏山に布陣した有馬則頼が陣鐘に使用したと伝わる[2]。

## 境内
- 鼠小僧次郎吉の墓 - 明治初年に両国の回向院から分墓[2]。
- 大勢至菩薩像 - 三木市久留美の長久橋下流の右岸に1813年（文化10年）頃から仏像があり、川（美嚢川）で洪水が多かったことから往来の安全を願って建立されていた[3]。1990年（平成2年）には像が老朽化したため造り替えられた[3]。河川の拡張工事に伴い、慈眼寺の境内に台座ごと移され、2022年（令和4年）9月12日に点眼供養が行われた[3]。